# Wydawnictwo Post
Pour les articles homonymes, voir Post.
 (novembre 2013).
Les éditions Post sont une maison d'édition de Cracovie (Pologne) spécialisée dans la bande dessinée polonaise ou traduite, notamment du français, de l'italien et de l'anglais.
Elles sont dirigées par Andrzej Rabenda.

## Catalogue
auteurs
- Sébastien Chrisostome
- Marjane Satrapi
- Christian Hincker (Blutch)
- Frederik Peeters
- James Sturm
- Alan Moore
- Milo Manara
- David Lloyd
- Charles Burns
- Hugo Pratt
- Joann Sfar
- Art Spiegelman
- Federico Fellini
- Jerzy Skarżyński
- Tadeusz Kwiatkowski
- Philippe Paringaux
- Jacques de Loustal
- Guillaume Bianco
- Élodie Durand
- Anouk Ricard